# Jak vycvičit draky
DreamWorks Dragons je americký počítačem animovaný televizní seriál, který je založen na filmu Jak vycvičit draka z roku 2010. Odehrává se mezi prvním filmem a jeho pokračovaním z roku 2014. Setkáváme se zde s pěti dračími jezdci, se Škyťákem, Astrid, Snoplivcem, Rybinohou a s dvojčaty Rafanou a Ťafanem, kteří prožívají dobrodružství na domovském ostrově Blp i mimo něj. Hrdinové především prozkoumávají Blp a jeho problémy či záhady a rovněž ochraňují Blp před nepřáteli: bojovníky z kmene Vyděděnců (vedeni náčelníkem Alvinem) a z kmene Zběsilců (v čele s náčelníkem Dagurem).
První řada seriálu, Riders of Berk, měla premiéru 7. srpna 2012 na televizní stanici Cartoon Network. Druhá řada, Defenders of Berk, měla premiéru následujícího roku. Každou z nich tvořilo 20 epizod. Dalších řad se chopila streamovací služba Netflix. Mezi lety 2015 a 2018 vydal Netflix dohromady šest řad; třetí řada vyšla 26. června 2015 a poslední osmá řada byla zveřejněna 16. února 2018. Souhrnně byl seriál nazýván Race to the Edge a každá z řad měla 13 epizod.